# Singapore sling (cocktail)
Pour le film grec de Nikos Nikolaidis, voir Singapore Sling.
 (juin 2015).
Si vous disposez d'ouvrages ou d'articles de référence ou si vous connaissez des sites web de qualité traitant du thème abordé ici, merci de compléter l'article en donnant les références utiles à sa vérifiabilité et en les liant à la section « Notes et références ».
Le Singapour sling est un cocktail de type fancy drink. Il a été créé en 1915 au « Long bar », l'un des deux bars de l'hôtel Raffles de Singapour, permettant aux femmes de donner le change alors qu'elles étaient interdites de boire de l’alcool en public,.

## Recette[3]
- 3 cl de gin
- 1,5 cl de liqueur de cerises (Peter Herring)
- 0,75 cl de Bénédictine
- 0,75 cl de sirop Demerrara
- 1 trait d'Angostura bitters
- 6 cl d'eau de Selz (ou Perrier)

- 1 trait d'orange bitters

- Cependant il est aussi possible d’observer des variantes de ce cocktail, pouvant comprendre, notamment, un mélange à base de Pastis et de Get 27. Cela sans pour autant perdre le sling du Singapour.

## Caractéristiques
- Type : Fancy Drink
- Catégorie : Long Drink
- Contenance : 12 cl
- %Alcool : 16%Vol Alcool
- Goût : moyennement doux
- Couleur : rouge